# Wilk Elektronik
Wilk Elektronik S.A. ist ein polnischer Hersteller von Computerspeichern unter dem Markennamen „Goodram“. Das Unternehmen hat seinen Sitz in Łaziska Górne bei Kattowitz in Oberschlesien. Die Produktpalette umfasst Arbeitsspeicher, SSD-Festplatten und USB-Sticks. Seit der Insolvenz von Qimonda ist das Unternehmen der einzige verbliebene Hersteller von RAM-Modulen in Europa.

## Geschichte
Das Unternehmen wurde 1991 in Tychy von Wiesław Wilk gegründet und beschäftigte sich zunächst mit dem Vertrieb von RAM-Speichern. 1996 war das Unternehmen der größte RAM-Distributor in Polen. Nach dem 2004 erfolgten Umzug nach Łaziska Górne werden im dortigen Werk unter dem Markennamen „Goodram“ eigene Produkte hergestellt. Eine weitere Marke, „Gooddrive“ (SSD, pendrives), wurde 2011 durch die einheitliche Goodram-Marke ersetzt.
Seit 2008 kooperiert das Unternehmen mit Toshiba und agiert als Distributor für deren Speicherprodukte in Ost- und Südosteuropa. Weitere Partnerschaften bestehen mit Samsung, Micron und Elpida. 2009 wurde ein Jahresumsatz von 100 Mio. US-Dollar erzielt. Auf der 2009 zusammengestellten Liste der 200 größten polnischen IT-Firmen der Zeitschrift Computerworld belegte das Unternehmen den 43. Platz.

## Produkte
- RAM-Module
- Flash-Speicher
- USB-Sticks
- Solid-State-Drives

## Verweise